# Sinomicrurus macclellandi
Sinomicrurus macclellandi är en ormart som beskrevs av Reinhardt 1844. Sinomicrurus macclellandi ingår i släktet Sinomicrurus och familjen giftsnokar.
Arten förekommer i Sydostasien från Indien och Nepal samt från sydöstra Kina till centrala Malackahalvön. Ormen lever även på Hainan och Taiwan. Honor lägger ägg.

## Underarter
Arten delas in i följande underarter:
- S. m. iwasakii
- S. m. swinhoei
- S. m. univirgatus